# 伊治呰麻呂
伊治 呰麻呂（これはり/これはる の あざまろ、生没年不詳）は、奈良時代の人物。姓は公。官位は外従五位下・上治郡大領。
8世紀後半に陸奥国（現在の東北地方）で活動した蝦夷の族長で、朝廷から官位も授けられていたが、宝亀11年（780年）に宝亀の乱（伊治呰麻呂の乱／伊治公呰麻呂の乱）と呼ばれる反乱を引き起こした。

## 名前について
伊治呰麻呂は、現在の宮城県内陸北部の栗原市付近に勢力を持っていた蝦夷の族長である。
8世紀中葉以降の律令国家は、本州北東部への版図拡大を基本政策として、現地において時に強硬な軍事活動を行い、時に蝦夷を懐柔しながら、城柵を置き柵戸と呼ばれる移民を移住させて支配の拡充を図りつつあった。蝦夷に対しては征討と撫慰（懐柔）の硬軟を使い分けたが、あくまで基本は撫慰であり、政府に帰順した蝦夷を使って未服の蝦夷を懐柔させることも行われた。したがって政府と蝦夷とは間断なく対立関係にあった訳でなく、武力衝突があった時でさえも全ての蝦夷と対立関係に陥った訳でない。蝦夷の中には彼ら自身の思惑で政府の威光を恃み、また政府の政策に協力することで自らの地位上昇を目論む者もあったのである。このように政府に帰服した蝦夷は、身分上更に狭義の「蝦夷」と、「俘囚」とに分けられる。狭義の「蝦夷」とは、彼ら本来の集団を保持したまま政府に帰服したもので、君または公の姓を与えられて、多くは従来の居留地に留まった。対して俘囚とは個別に政府に帰服したもので、部姓を与えられて城柵の周辺に居住した。
伊治呰麻呂が、「公」の姓を附して伊治公呰麻呂とも称されるのは、まさしく彼が政府側に帰属して活動していたことを示す。さらにこの証左となるのが彼に与えられた位階で、もともと夷爵第二等を有していたが、これは狭義の「蝦夷」に対して与えられるものであり、さらに宝亀9年には、前年行われた海道・山道蝦夷の征討に功があったことを嘉して、外従五位下という地方在住者としては最高の位階を授けられるのである。
また、当時「呰麻呂」という名前は和人において珍しいものでなく、忌部呰麻呂や大伴呰麻呂など、史料上散見される。このことから、神護景雲元年（767年）伊治城造営の頃に伊治公一族が政府に帰順した折に、呰麻呂という和人の名前に改めたのではないかとの推測がある（今泉隆雄）。また「呰」の字は「痣」に通じ、身体的な特徴に由来すると考えられ、古代においては計帳に記述する身体的特徴として注記する情報でもあった。
一方で、「伊治」については、長く読み方を確定できず、「イヂ」と音読されるのが通例であった。しかし昭和53年（1978年）に解読された多賀城出土漆紙文書に「此治城」とあり、「此」と「伊」の訓読の一致から此治城を伊治城と同定できるため、「コレハリ」（または「コレハル」）と読むことが明らかになっている（「此治」と「上治」を同定できるかについては後述）。

## 来歴

### 俘軍を率いる族長として
伊治（公）呰麻呂の名が六国史に現れるのは、宝亀9年（778年）6月に前年行われた海道・山道蝦夷の征討に際しての戦功を賞し、外従五位下の位階が授けられたことを記す記事においてである。これは地方在住者として最高の位であり、これによって彼は官人たりえる身分を得たと考えられる。
この時期の東北地方は、宝亀5年（774年）、海道蝦夷が蜂起して桃生城を奪取した桃生城襲撃事件を契機として、後世「三十八年戦争」とも称される戦乱の時代に突入していくが、当初から政府が大規模な征討軍を派遣していた訳でなく、当初は現地官人と現地兵力が、敵対する蝦夷と武力衝突していた。天平9年（737年）の征討将軍大野東人以来中央からの派遣軍は絶えており、それが復活するのは皮肉にも後に呰麻呂本人が引き起こす反乱が原因である。
ともあれ、この時期は政府によって各国に置かれた軍団兵と、政府側に帰属した蝦夷・俘囚によって構成される俘軍という二本立ての現地兵力によって、敵対する蝦夷と武力衝突が起きていた時期であるが、その中で呰麻呂は俘軍を率い政府側で戦功を重ねていた。

### 上治郡大領
宝亀9年（778年）に外従五位下の位階を得た呰麻呂は、宝亀11年（780年）3月までに「上治郡」の大領の地位に就いていた。この「上治郡」について、上記多賀城出土漆紙文書から、「此治」の表記が検出されたことから、「上治」を「此治」の誤記とする見解が示され、有力な説となった。しかしその後熊谷公男の研究により陸奥国の郡制について検討が行われ、政府によって扶植された移民系の郡である栗原郡と、服属した狭義の蝦夷を編成した蝦夷郡である上治郡とは別の郡であるとする見解が示された。栗原郡と上治郡を別であるとする説は今泉隆雄、鈴木拓也、永田英明らによって支持されている。また、呰麻呂が後に乱を引き起こす発端となった、彼が夷俘として差別を受けていた事実および、俘軍との強い結びつきは、彼が移民を編成した郡の長でなく、服属蝦夷によって構成された郡の長であったことを示唆する。加えて、上治郡の設置が、呰麻呂が官人身分を得た宝亀9年（778年）から、郡名が記録上初見する宝亀11年（780年）までの間と考えられる一方で、栗原郡は神護景雲3年には設置されている。

### 宝亀の乱
宝亀11年（780年）3月、突如として呰麻呂は反乱を引き起こすこととなる。
当時、政府による東北地方経営を現地で取り仕切っていたのは陸奥按察使兼鎮守副将軍の紀広純であった。按察使とは複数の令制国を管轄して国司を監察する律令国家の地方行政の最高官である。その紀広純が山道蝦夷の本拠であった胆沢攻略のための前進基地として覚鱉城（かくべつじょう）造営を計画し、工事に着手するため呰麻呂と陸奥介大伴真綱、そして牡鹿郡大領の道嶋大楯を率いて伊治城に入った折、呰麻呂は自ら内応して俘軍を率い、まず道嶋大楯を殺害、次いで紀広純も殺害するに至ったものである。大伴真綱のみ多賀城まで護送したが、これは多賀城の明け渡しを求めてのこととみられる。多賀城には城下の人民が保護を求めて押し寄せたが、真綱は陸奥掾石川浄足とともに逃亡してしまった。このため人民も散り散りとなり、数日後には反乱軍が到達して府庫の物資を略奪した上、城に火を放って焼き払ったという。この時伊治城・多賀城ともに大規模な火災により焼失したことは、発掘調査によっても裏付けられている。
この反乱の理由として『続日本紀』では、呰麻呂の個人的な怨恨を理由に挙げている。夷俘の出身である呰麻呂は、もともと事由があって紀広純を嫌っていたが、恨みを隠して媚び仕えていたために、紀広純の方では意に介さずに大いに信頼を置いていた。これに対し道嶋大楯は常日頃より呰麻呂を夷俘として侮辱していたために、呰麻呂がこれを深く恨んでいたとするものである。道嶋大楯は呰麻呂と同じく郡の大領であるが、道嶋氏はもともと坂東からの移民系の豪族であり蝦夷ではない。また、同じく道嶋氏からは中央貴族となった近衛中将道嶋嶋足も輩出しており、陸奥国内での勢力は他を圧するものであった。道嶋大楯がつとに呰麻呂を侮辱してきたのもその威を借りたものと考えられ、政府に協力し功績を認められて地位を上昇させてきた呰麻呂にとって耐えがたい屈辱であったと考えられる。
一方で呰麻呂の蜂起に同調して多数の蝦夷が蜂起しており、その中には宝亀9年、呰麻呂と同時に外従五位下を賜った吉弥侯部伊佐西古も含まれる。このことはすなわち、事件の原因が呰麻呂の個人的な理由に留まるものでなく、政府の政策に多数の蝦夷が怨恨を抱いていたことを示すものである。また、故地に城柵を設けられて土地を奪われ、自らの一族は労役や俘軍への徴発など負担を強いられてきたこと、更には伊治城造営を主導したのも道嶋の一族である道嶋三山であったことなども、呰麻呂が恨みを募らせた理由として推測されている。
呰麻呂の反乱とそれにともなう混乱は、多賀城を文字通り灰燼に帰せしめ、これまでの政府による支配の成果を烏有に帰せしめるものであった。このため政府は「伊治公呰麻呂反」と記して八虐のうち謀反にあたると断じ、国家転覆の罪に当たるとした。しかし、呰麻呂の名はその後の記紀に現れることはなく、その行方は杳として知れない。反乱の翌年に即位した桓武天皇が賊中の首魁として名指ししたのも、上記の伊佐西古を含む、「諸絞・八十嶋・乙代」らであり、その中に呰麻呂の名は見えない。しかしながら呰麻呂の反乱を契機として陸奥国の動乱はより深まっていき、政府から征夷軍が繰り返し派遣される時代が到来することとなる。この桓武天皇時代の征夷には、俘軍の参加は確認できない。呰麻呂自身がかつてそうであったような、政府に帰属した蝦夷が俘軍を率いて協力した時代は、呰麻呂の乱によって転換点を迎え、律令国家と蝦夷が全面対決する局面へと移行していくのである。

### 原典
1. ↑  『続日本紀』宝亀九年六月庚子条
2. 1 2 3 4  『続日本紀』宝亀十一年三月丁亥条
3. ↑  『続日本紀』天応元年六月戊子条